# 西角 (深水埗)
西角（英語：Sai Kok）是一個位於香港九龍深水埗的已消失地名和山峰，位於現時九龍深水埗西南部，大約在桂林街、海壇街和醫局街交界一帶。

## 歷史
西角原是舊深水埗墟市西面的一個海角，海角半島上有一座約65英尺高的山丘，名為西角山或西角咀；海角北面有淺灘，名為西角沙。早在香港開埠前，深水埗居民已圍繞西角山建屋定居，海傍建有船廠和碼頭。深水埗天后廟便是建於西角山下，廟宇現存至今。隨住深水埗墟市的擴展，兩地的分界早已變得模糊。1911年，西角有人口508人。
1910年代中，深水埗進行現代化發展，西角山被移平，周邊地皮連同填海地發展成今天深水埗的街道網絡。